# Mochlosoma validum
Mochlosoma validum är en tvåvingeart som beskrevs av Brauer och Julius Edler von Bergenstamm 1889. Mochlosoma validum ingår i släktet Mochlosoma och familjen parasitflugor. Inga underarter finns listade i Catalogue of Life.